# Josenildo Caetano da Silva
Josenildo Caetano da Silva (Caruaru, 20 de outubro de 1975), mais conhecido como Nildo, é um ex-futebolista brasileiro que atuava como meio-campista.
É irmão do também futebolista Ciel, que atua como atacante.

## Carreira
Nildo atuou pelos três grandes clubes de Pernambuco: Sport, Náutico e Santa Cruz. O meia teve boa passagem nos três, sobretudo no Sport, quando foi um dos destaques do Campeonato Brasileiro de 2000 e vice-campeão da Copa dos Campeões.
Além dos grandes clubes da capital pernambucana, também passou pelo Fluminense entre 1997 e 1998. Em 2004 foi contratado pelo São Paulo. Já em 2005, atuou no Figueirense.

## Títulos
Sport
- Campeonato Pernambucano: 1998, 1999, 2000 e 2003
- Copa do Nordeste: 2000

### Artilharias
Sport
- Copa dos Campeões: 2000 (3 gols)